# Citadelle de Gozo
La Citadelle de Gozo, aussi connue sous le nom de Castello est un ensemble de fortifications dominant la ville d'Ir-Rabat, capitale de l'île de Gozo appartenant à l'archipel maltais. Jusqu'au début du XVIIe siècle, c'est le seul refuge fortifié pour les habitants de l'île contre les attaques barbaresques et ottomanes.

## Histoire

### Antiquité et Moyen Âge
La Citadelle est bâtie sur une colline naturellement fortifiée qui domine la campagne environnante et permet un contrôle visuel des zones côtières. Les premières traces d'occupation de la colline datent de l'âge du bronze, vers 1500 av. J.-C.. Le site est ensuite utilisé par les Phéniciens.
Un centre urbain s'y développe sous l'Antiquité romaine. Lors de la reconstruction de la cathédrale, des fondations d'une ou plusieurs églises ou chapelles ont été mises au jour, ainsi que celles d'un ancien temple romain (peut-être celui de Junon mentionné par Cicéron) ainsi qu'un temple phénicien dédié à Astarté,. Un document du Moyen Âge nomme le site Gaulcouis Civitas qui est peut-être son nom dans l'Antiquité romaine.
Au Moyen Âge, la fortification prend le nom de Gran Castello. La ville de Rabat se développe en deux foyers : une ville basse et la citadelle qui la domine. Le côté nord de la Citadelle remonte à la période de la Couronne d'Aragon.

### Sous les Chevaliers de l'ordre de Saint-Jean de Jérusalem

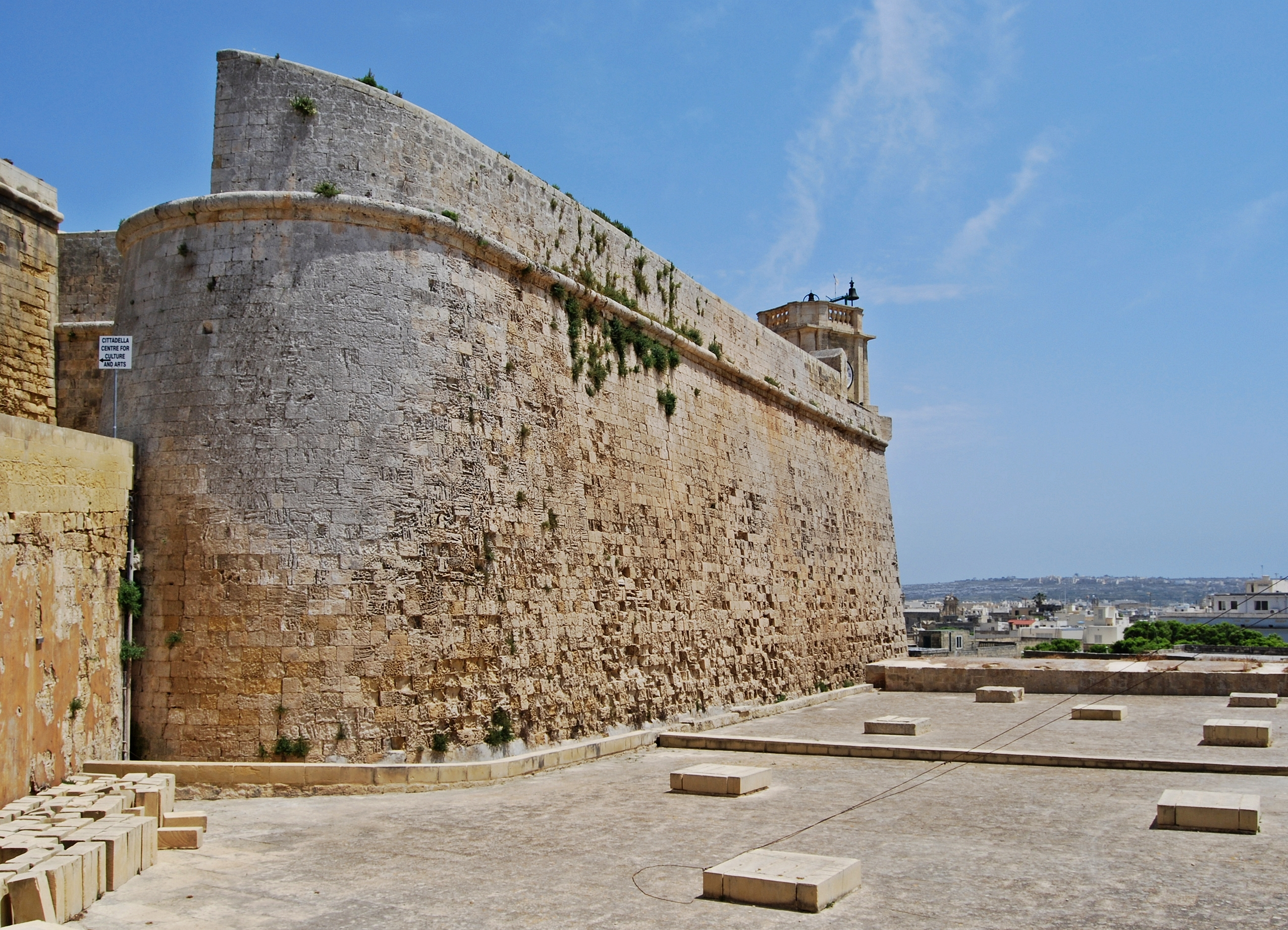
Murs d'enceinte de la Citadelle

En raison de la menace ottomane, toutes les nuits, l'ensemble de la population de Gozo vient dormir à l'intérieur de remparts médiévaux devenus vétustes. Malgré ces risques, le grand maître de l'Ordre, Juan de Homedes refusera obstinément de renforcer les fortifications. La protection de la forteresse sera insuffisante à contrer l'invasion de Gozo en juillet 1551. La faible résistance de la place forte ne peut empêcher la déportation et la mise en esclavage de la quasi-totalité des 6 000 Gozitains. Seuls 300 parviendront à échapper à la razzia en escaladant les murs de la Citadelle. 
De grandes parties du château sont détruites lors de l'attaque. Les murs sud sont reconstruits entre 1599 et 1603 par l'Ordre sous la direction des architectes Giovanni Rinaldini et Vittorio Cassar.
Progressivement et avec la sécurisation de la mer Méditerranée, la forteresse perd sa fonction urbaine pour devenir quasi exclusivement un centre militaire.

### Domination française et britannique
En juin 1798 une garnison française investit la forteresse après de la prise de l'archipel par les troupes de Bonaparte. Quand la population de Gozo et de Malte se soulève contre l'occupant français le 3 septembre 1798, les 127 soldats se retranchent dans la citadelle. La garnison française capitule le 28 octobre 1798 après l'intervention des Britanniques. Le jour suivant, le capitaine anglais John Cresswell prend possession de la citadelle (et de ses 40 canons) puis en remet les clefs au gouvernement provisoire de Saverio Cassar, inaugurant la brève période de l'indépendance gozitaine.

### Époque contemporaine
La partie nord de la Citadelle est aujourd'hui en ruines, tandis que la partie sud, où se trouve la cathédrale est intacte. Les murs ont été récemment restaurés.

Images de la citadelle de Gozo
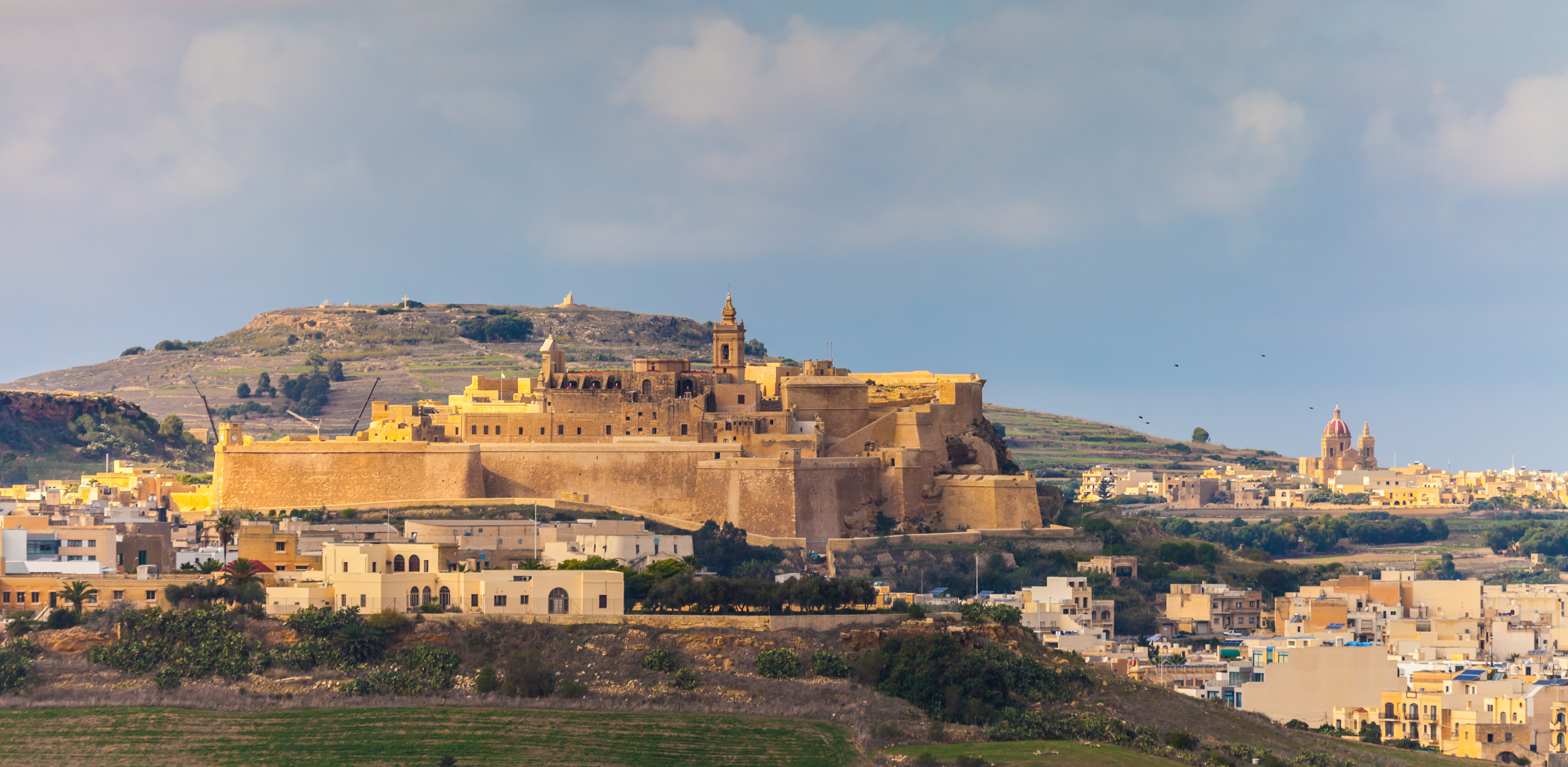
La Citadelle
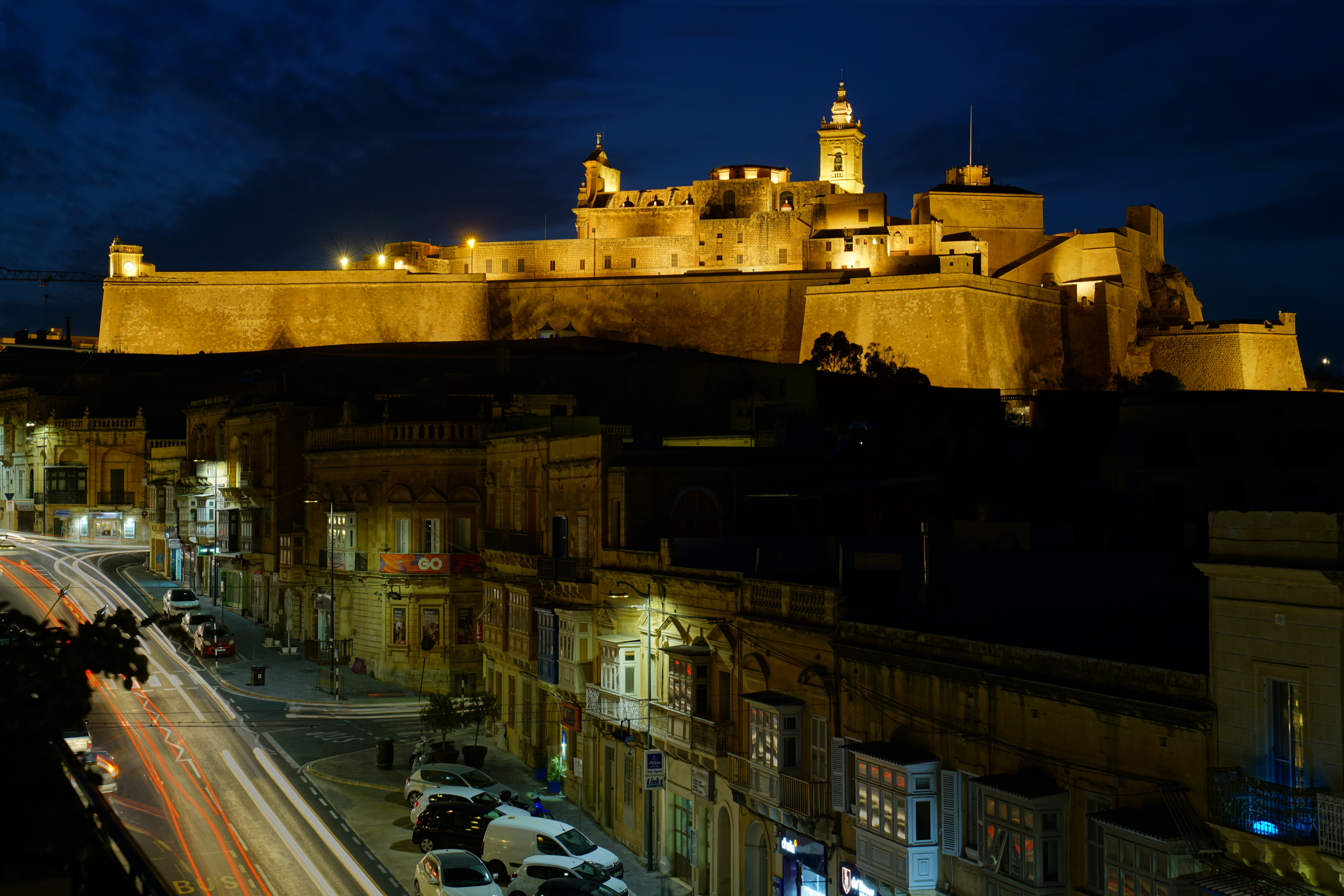
La Citadelle vue de nuit
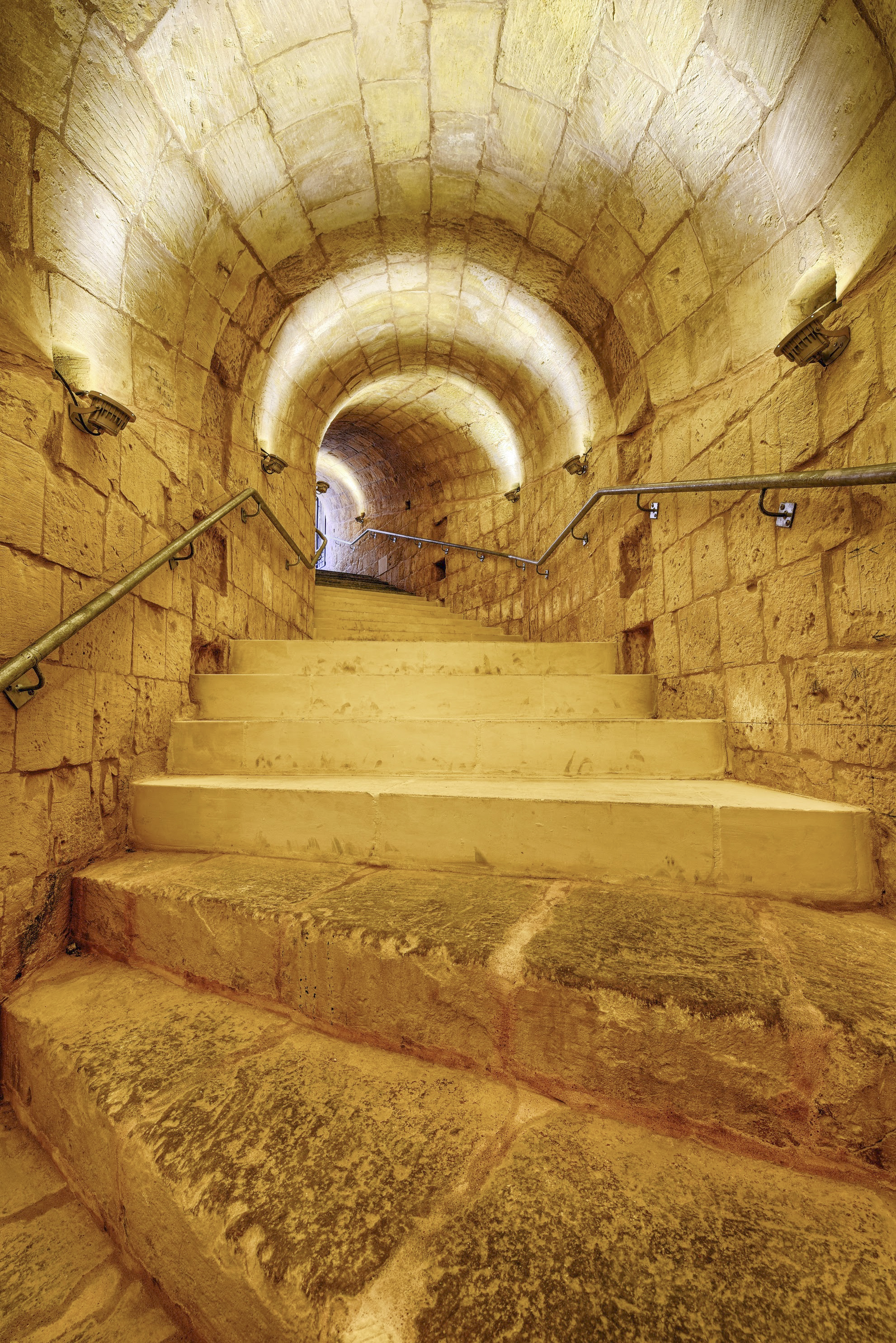
Escalier secondaire, menant au fossé restauré
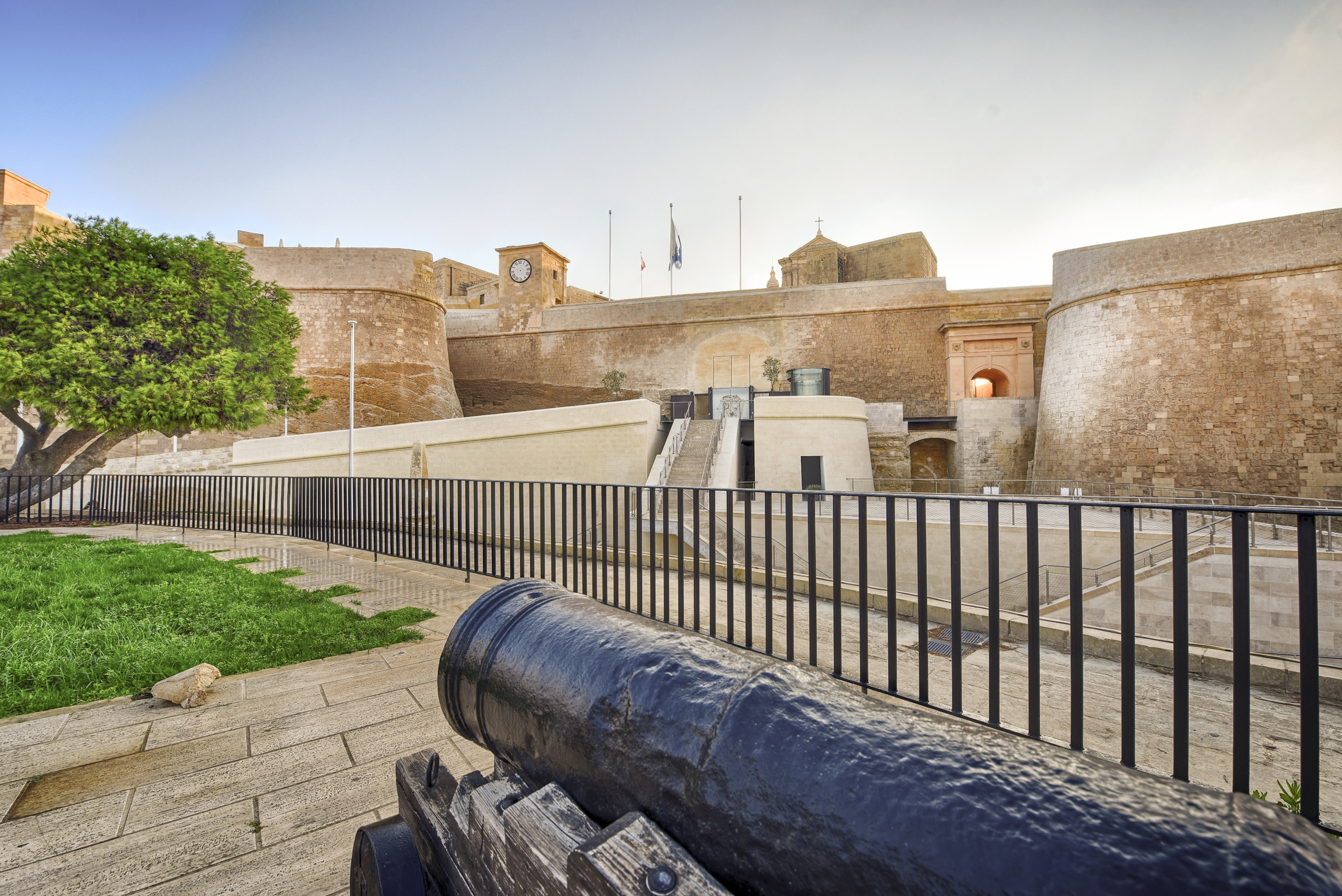
Le bastion de la Citadelle

## Édifices appartenant à l'enceinte

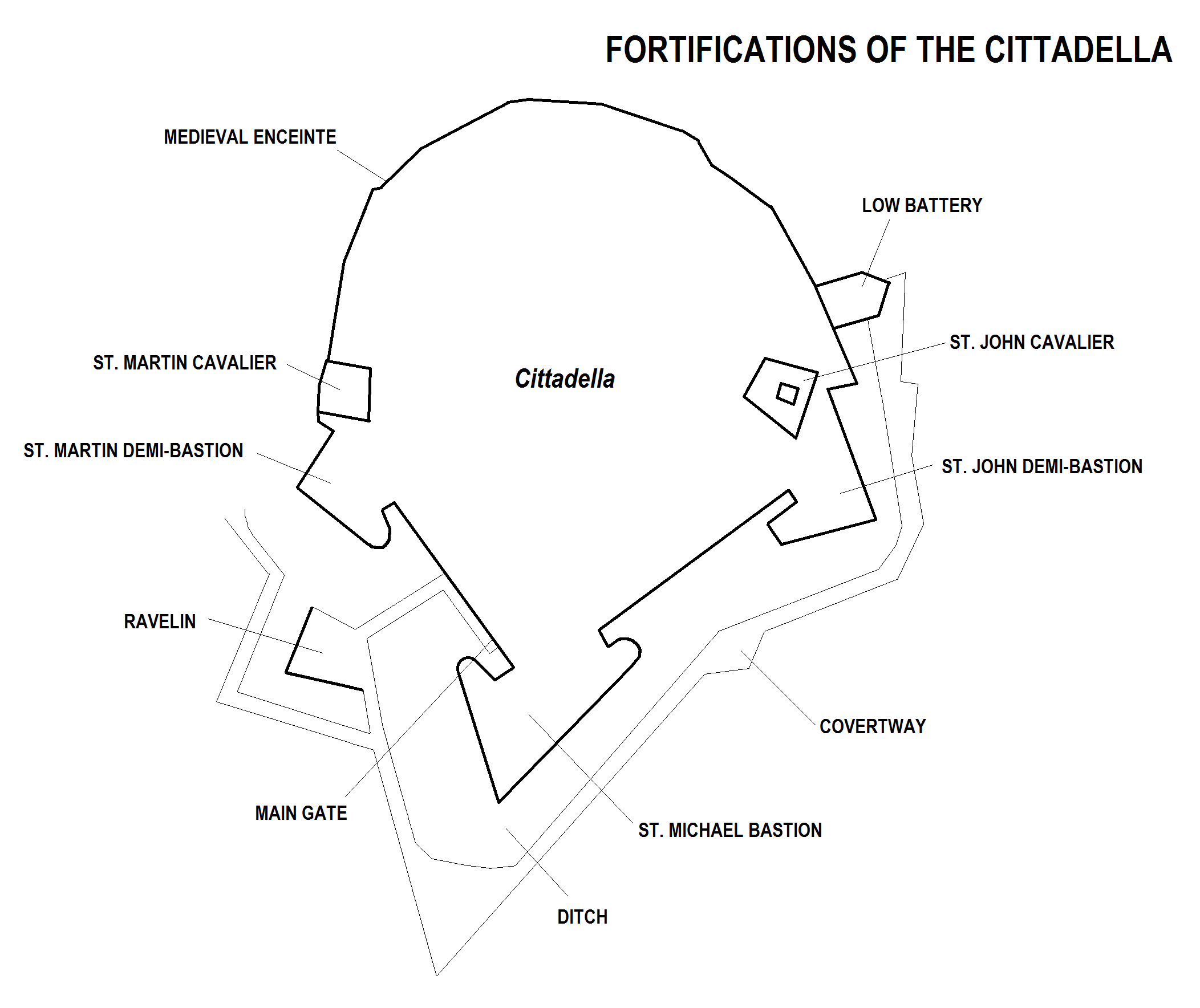
Plan de la citadelle

À l'intérieur de l'enceinte se trouve la cathédrale Notre-Dame-de-l'Assomption, rebâtie au XVIIe siècle par Lorenzo Gafa, l'architecte maltais. Une autre église est dédiée à saint Joseph, ainsi qu'une chapelle dédiée à sainte Barbe. 
Les anciennes prisons, le palais de justice (Palais des Gouverneurs) et l'ancien Palais des Évêques sont des exemples typiques d'architecture baroque maltaise.
L'ensemble de la forteresse a été proposé en 1998 par l'État maltais pour intégrer la liste du Patrimoine mondial de l'UNESCO. L'environnement naturel est intégré au Réseau Natura 2000
Plusieurs musées se visitent à l'intérieur de l'enceinte :
- Musée d'archéologie[6]
- Musée de la Nature (anciennement musée des Sciences Naturelles)[7]
- Anciennes prisons[8]
- Musée de la cathédrale Notre-Dame-de-l'Assomption
- Musée du Folklore, dans un groupe de maisons médiévales[9]

## Référencement

### Sources
- (en) Thomas Freller et Daniel Cilia, Malta, the Order of St John, Midsea Books, 2010, 360 p. (ISBN 978-99932-7-298-4)
- (en) « Proposition d'inscription à la liste du Patrimoine mondial de l'UNESCO », sur UNESCO (consulté le 23 janvier 2015)